# Ustawa Claytona
Ustawa Claytona (ang. Clayton Antitrust Act) – amerykańska ustawa antymonopolowa przyjęta w 1914 r. Przyjęta przez Kongres Stanów Zjednoczonych w celu uściślenia i rozszerzenia postanowień ustawy Shermana.
Według ustawy Claytona, do działań nielegalnie ograniczających konkurencję zalicza się:
- wyłączność handlową
- połączenia poziome
- połączoną dyrekcję
- umowy wiązane

Ustawa zakazywała m.in. umów opartych na zasadzie, że kupujący nie będzie nabywał ani przechowywał produktów należących do konkurenta, umów o współdziałaniu pomiędzy akcjonariuszami dysponującymi kapitałem 1 miliona dolarów lub więcej oraz działań giełdowych, mających na celu wyeliminowanie konkurencji.
Ważnym postanowieniem tej ustawy było także wyłączenie spod pojęcia praktyk monopolistycznych działalności związków zawodowych i organizacji farmerskich.